# 横浜市立汲沢小学校
横浜市立汲沢小学校（よこはましりつ ぐみさわしょうがっこう）は、神奈川県横浜市戸塚区汲沢三丁目にある公立小学校。

## 概要
1950年代後半から1960年代前半にかけ、横浜市戸塚区の宅地開発が進んだことにより、児童数が増えたことから1960年12月、横浜市立戸塚小学校の学区内に横浜市立戸塚小学校汲沢分校として設置された。
その後、1964年9月に戸塚小学校から分離独立する形で現在の横浜市立汲沢小学校として開校した。
児童数は開校後も増加し、1974年には1973名を数えたものの、その翌年（1975年）に横浜市立葛野小学校と横浜市立東汲沢小学校が開校したことにより、当該2校の学区内に在住する児童が転籍している。
当校には旧東海道に植えられていた樹齢100年を超えるしいの木が存在する。

## 沿革
- 1960年12月1日 - 児童数162名により、横浜市立戸塚小学校汲沢分校として開設される。
- 1964年9月1日 - 現行の横浜市立汲沢小学校として分離独立する形で開校。
- 1965年12月1日 - 創立記念日に現在の校章が制定される。
- 1975年4月1日 - 横浜市立葛野小学校及び横浜市立東汲沢小学校が開校したことより、二校の学区内に居住する児童がそれぞれ移籍。
- 1983年7月1日 - 住居表示の変更により、現在の住居表示となる。

## 教育目標
1. 『自ら考え、判断し、行動できるようにします』
2. 『互いに認め合い、自分を豊かに表現できるようにします』
3. 『地域や身近な人々とのかかわりを通して、共に生きていく力を育てます』